# قارچ کلاه‌خاکستری
قارچ کلاه‌خاکستری (نام علمی: Tricholoma terreum) نام یک گونه از سرده قارچ کرکی‌لبه است.